# Епсілон (родовище)
Епсілон — офшорне нафтове родовище, розташоване у грецькому секторі Егейського моря в затоці Кавала.
У 2001 році за три кілометри на захід від нафтового родовища Прінос спорудили розвідувальну ствердловину Epsilon-1 глибиною 2981 метр, під час тестування якої виникли проблеми, що погіршило проникність пласта. Epsilon-1 законсервували, а наступного року узялись за її перебурювання (тепер свердловина рахувалась як Epsilon-1A). Втім, і на цей раз роботи прийшлось перервати при глибині свердловини 2985 метрів. Нарешті, при забурюванні чергового стовбуру, відомого як Epsilon-1AS, вдалось досягти глибини у 3125 метрів та провести повноцінне тестування, яке дозволило досягнути результату у 1000 барелів нафти на добу. Зазначені роботи виконувались з використанням румунської самопідіймальної установки Atlas.
Як і у інших родовищ басейну Прінос, поклади нафти Епсілону виявились пов'язаними із пісковиками епохи міоцену. Станом на 2018 рік його запаси оцінювались у 18,4 млн барелів нафти та 0,08 млрд м3 попутного газу. Останній містить значну — 14 % — частку сірководню, що, втім, значно менше ніж на Пріносі, де цей показник становить від 30 % до 60 %.
За розробку Епсілону узялись в другій половині 2000-х, коли контроль над родовищами в затоці Кавала перейшов до компанії Aegean Energy (в подальшому змінила назву на Energean). У вересні 2009-му за допомогою самопідіймального судна Ensco 85 почали спорудження похило-спрямованої свердловини EA-H1, яка починалась з платформи Альфа родовища Прінос та досягла довжини у 5297 метрів (на той час найдовша грецька свердловина) при завершальній горизонтальній ділянці довжиною 450 метрів. Освоєння EA-H1 провели у січні 2010-го, після чого протягом наступних 12 місяців з неї видобули 0,33 млн барелів нафти. При цьому дебіт свердловини швидко скоротився з початкових 2000 барелів на добу до 400 барелів наприкінці 2010-го. Причиною стали прорахунки у конструкції свердловини, внаслідок яких почалась руйнація обсадної колони, що виявили під час проведення капітального ремонту в лютому 2011-го (на той час Energean законтрактувала для робіт на своїх родовищах самопідіймальну установку GSP Saturn). Здійснена в тому ж році спроба забурити бічний стовбур виявилась невдалою і EA-H1 довелось полишити.
Лише у квітні 2019-го почався видобуток з нової похило-спрямованої свердловини EA-H3, яка так само починається з платформи Альфа родовища Прінос. Цю свердловину довжиною 5679 метрів спорудили за участі бурового тендеру Energean Force, придбаного Energean для обслуговування власних потреб. Початковий добовий видобуток з EA-H3 склав 100 барелів на добу.
Крім того, у другій половині 2010-х узялись за реалізацію значно масштабнішого плану освоєння родовища Епсілон. В районі з глибиною моря 40 метрів встановлять платформу для розміщення фонтанних арматур Лямбда, котра матиме 15 слотів для свердловин. Втім, на першому етапі тут будуть лише 3 видобувні свердловини, які спорудило самопідіймальне судно GSP Jupiter (почало роботу у затоці Кавала влітку 2018-го). Платформу має виготовити завод у Констанці, який належить румунській компанії GSP (вона ж є власником згаданих вище бурових установок GSP Saturn та GSP Jupiter). Станом на початок 2020-го готовність опорної основи (джекету) платформи становила 80 %. Очікуваний видобуток після реалізації першого етапу має досягнути 5000 барелів на добу.
Платформа Лямбда буде сполучена з процесинговою платформою Дельта на родовищі Прінос за допомогою трьох трубопроводів довжиною по 3,5 км — два діаметром по 150 мм подаватимуть на Лямбду газ та воду для закачування у поклад (інтенсифікація видобутку за допомогою газліфту та підтримки пластового тиску), тоді як по трубопроводу діаметром 250 мм транспортуватимуть на Дельту нафту.